# Przęsocińska Struga
Przęsocińska Struga – struga o długości około 4 km, dopływ ramienia Odry – Łarpi, mający źródła na Płaskowzgórzu Przęsocińskim na Wzgórzach Warszewskich w Przęsocinie (gmina Police). Płynie przez tereny rolnicze okolic Przęsocina, Park Leśny Mścięcino w Szczecinie i osiedle Mścięcino w Policach. Uchodzi do Łarpi w Dolinie Dolnej Odry koło wyspy Polickie Łąki.
Nazwę Przęsocińska Struga wprowadzono urzędowo w 1949 roku, zastępując poprzednią niemiecką nazwę Neuendorfer Bach.